# Nasri Shamseddin
Nasri Shamseddin (en árabe: نصري شمس الدين), también escrito Nasri Chamseddine (27 de junio de 1927 – 18 de marzo de 1983). Reconocido cantante y actor libanés. Sus grabaciones siguen siendo muy populares hoy en día en el mundo árabe. También actuó en varias películas y se asoció durante muchos años con la cantante libanesa Fairuz, además de trabajar en muchas de sus obras junto al cantante Wadih Al Safi.

## Biografía
Nasreddine Mustafa Shamesedine nació en la aldea de Joune, en la parte meridional de las montañas Chouf. En su juventud vivió un tiempo en Alejandría y El Cairo en busca de trabajo en las películas de ese entonces. Sin éxito regresó a Beirut y se une al coro de la radio nacional del Líbano.
A finales de la década del 1950, se unió a la trouppe de los populares hermanos Rahbani, pero en 1960 abandona la misma para iniciar una carrera como solista.
Shamseddine realizó obras de teatros y películas con Fairuz desde el año 1960 hasta poco después del comienzo de la guerra civil libanesa en 1978. Su última aparición en una obra de teatro con Fairuz fue en 1978 en Petra y su último concierto junto con ella fue en Londres en 1978, donde cantó "Dabket Lebnan".

### Muerte
Nasri Shamseddine muere el 18 de marzo de 1983 en Damasco, Siria de un ataque al corazón sobre el escenario mientras daba un concierto.

## Temas Musicales
- Aal Aein Tebae Laene
- Aam Teghzel
- Aein Alhawa Qattale
- Ahlan Ya Mokhtar
- Baker Baadek Ya Zghere
- Dabke
- Dabket Edora
- Haddone
- Jay Men Bald El Ghorba
- Khalek Sabor Ya Alby
- Ma Byearef Kef Habbayto
- Mahbobet Qalbe Hala
- Nakla Nakla Omele
- Tzakkar Ya Alby
- Ya Em Alaswar
- Ya Helwa Al Jeser
- Ya Lail Iehkele